# Two for the Money
Pour plus de détails, voir Fiche technique et Distribution.
Two for the Money ou Pris au jeu au Québec est un film américain réalisé par D. J. Caruso sorti en 2005.

## Synopsis
Brandon est une vedette du football universitaire américain. Après une grave blessure, il doit mettre fin à sa carrière et devient conseiller en paris sportifs. Remarqué par Walter Abrams, le patron d'une grande agence de paris sportifs new-yorkaise, il devient son associé. Ébloui par le talent de Brandon pour prédire l'issue des matchs, Walter lui invente un pseudonyme, John Anthony, et s'apprête à construire un nouvel empire autour de son pronostiqueur fétiche ...

## Fiche technique
- Titre : Two for the Money
- Titre québécois : Pris au jeu
- Réalisation : D. J. Caruso
- Scénario : Dan Gilroy
- Musique : Christophe Beck
- Photographie : Conrad W. Hall
- Montage : Glen Scantlebury
- Budget : 20 000 000 dollars US[1]
- Dates de sortie :
  -  États-Unis,  Canada : 7 octobre 2005
  -  Belgique : 8 mars 2006
  -  France : 26 juillet 2006

## Distribution
- Al Pacino (VF : José Luccioni ; VQ : Luis de Cespedes) : Walter Abrams
- Matthew McConaughey (VF : Adrien Antoine ; VQ : Daniel Picard) : Brandon Lang, alias John Anthony
- Rene Russo (VF : Véronique Augereau ; VQ : Hélène Mondoux) : Toni Morrow
- Armand Assante (VQ : Jean-Marie Moncelet) : Novian
- Jeremy Piven (VF : Pierre Tessier ; VQ : François Trudel) : Jerry
- Jaime King (VQ : Geneviève Cocke) : Alexandria
- Kevin Chapman (VQ : Pierre Auger) : Southie
- Ralph Garman (VQ : Claude Gagnon) : Reggie
- Gedde Watanabe : Milton
- Carly Pope : Tammy
- Charles Carroll (VF : Jean-Claude Sachot) : Chuck
- Gerard Plunkett : Herbie
- Craig Veroni : Amir
- James Nichol Kirk (VF : Alexis Tomassian) : Denny
- Chrislyn Austin : Julia
- Denise Galik : La mère de Brandon
- Gary Hudson : Le père de Brandon
- Jeremy Guilbaut : Mitch
- Susan Ward : fille dans la voiture de sport

## Autour du film
- Le film est inspiré de l'histoire vraie de Brandon Lane, alias Mark Anthony. Ce dernier fait un caméo dans le rôle d'un homme qui salue Brandon Lang.
- Lors de la sortie du film, le numéro de téléphone affiché dans l'émission de Walter (« 1 800 BET ON IT ») était le vrai numéro d'une agence de conseils sportifs.
- Le scénariste Dan Gilroy, mari de l'actrice Rene Russo, a écrit le rôle spécialement pour son épouse. Le prénom de son personnage, Toni, est aussi le prénom de la sœur de Rene Russo.